# Johannes Mattfeld
Johannes Mattfeld (Lehe, 18 de gener de 1895 - Berlín, 19 de gener de 1951) va ser un botànic alemany. Va desenvolupar gran part de la seva tasca al Jardí i museu botànic de Berlín-Dahlem, del qual va ser director de 1950 a 1951.
Mattfeld contribuí a la segona edició de l'obra Die natürlichen Pflanzenfamilien(Les Famílies de Plantes) d'Adolf Engler i els capítols 16c de «Nachtrag zu den Caryophyllaceae» de 1934, i 20b «Pentaphylacaceae» i «Stackhousiaceae» de 1942.

## Epònims
Gènere
- Mattfeldia Urb. de la família de les asteràcies

Espècies
- (Apocynaceae) Rauvolfia mattfeldiana Markgr.[4]
- (Asteraceae) Ainsliaea mattfeldiana Hand.-Mazz.[5]
- (Cyperaceae) Baeothryon mattfeldianum (Kük.) Á.Löve & D.Löve[6]
- (Cyperaceae) Scirpus mattfeldianus Kük.[7]
- (Ericaceae) Pyrola mattfeldiana Andres[8]
- (Saxifragaceae) Saxifraga mattfeldii Engl.[9]
- (Scrophulariaceae) Euphrasia mattfeldii W.Becker[10]